# Região Geográfica Imediata de Ribeirão Preto
A Região Geográfica Imediata de Ribeirão Preto é uma das 53 regiões imediatas do estado brasileiro de São Paulo, uma das cinco regiões imediatas que compõem a Região Geográfica Intermediária de Ribeirão Preto e uma das 509 regiões imediatas no Brasil, criadas pelo IBGE em 2017.
É composta por 26 municípios, tendo uma população estimada pelo IBGE para 1.º de julho de 2017, de 1 461 787 habitantes e uma área total de 10 231,301 km².
Seus municípios pertencem a Região Metropolitana de Ribeirão Preto (exceto Santa Ernestina).

## Municípios
Fonte: IBGE – Cidades
| Município                | População Estimada (2017) | Área (km²) |
| ------------------------ | ------------------------- | ---------- |
| Altinópolis              | 16 219                    | 928.956    |
| Barrinha                 | 31 921                    | 146.025    |
| Batatais                 | 61 480                    | 849.526    |
| Brodowski                | 24 092                    | 278.458    |
| Cajuru                   | 25 655                    | 660.088    |
| Cássia dos Coqueiros     | 2 591                     | 191.683    |
| Cravinhos                | 34 651                    | 311.423    |
| Dumont                   | 9 468                     | 111.376    |
| Guariba                  | 39 216                    | 270.289    |
| Guatapará                | 7 546                     | 413.567    |
| Jaboticabal              | 76 563                    | 706.602    |
| Jardinópolis             | 42 904                    | 501.87     |
| Luiz Antônio             | 14 021                    | 598.257    |
| Monte Alto               | 49 979                    | 346.95     |
| Pitangueiras             | 38 889                    | 430.638    |
| Pontal                   | 47 638                    | 356.371    |
| Pradópolis               | 20 516                    | 167.378    |
| Ribeirão Preto           | 682 302                   | 650.916    |
| Santa Cruz da Esperança  | 2 110                     | 148.062    |
| Santa Ernestina          | 5 662                     | 134.421    |
| Santa Rosa de Viterbo    | 26 067                    | 288.576    |
| Santo Antônio da Alegria | 6 829                     | 310.338    |
| São Simão                | 15 225                    | 617.252    |
| Serra Azul               | 13 810                    | 283.144    |
| Serrana                  | 43 790                    | 126.046    |
| Sertãozinho              | 122 643                   | 403.089    |
| Total                    | 1 461 787                 | 928,956    |